# Michael Raske

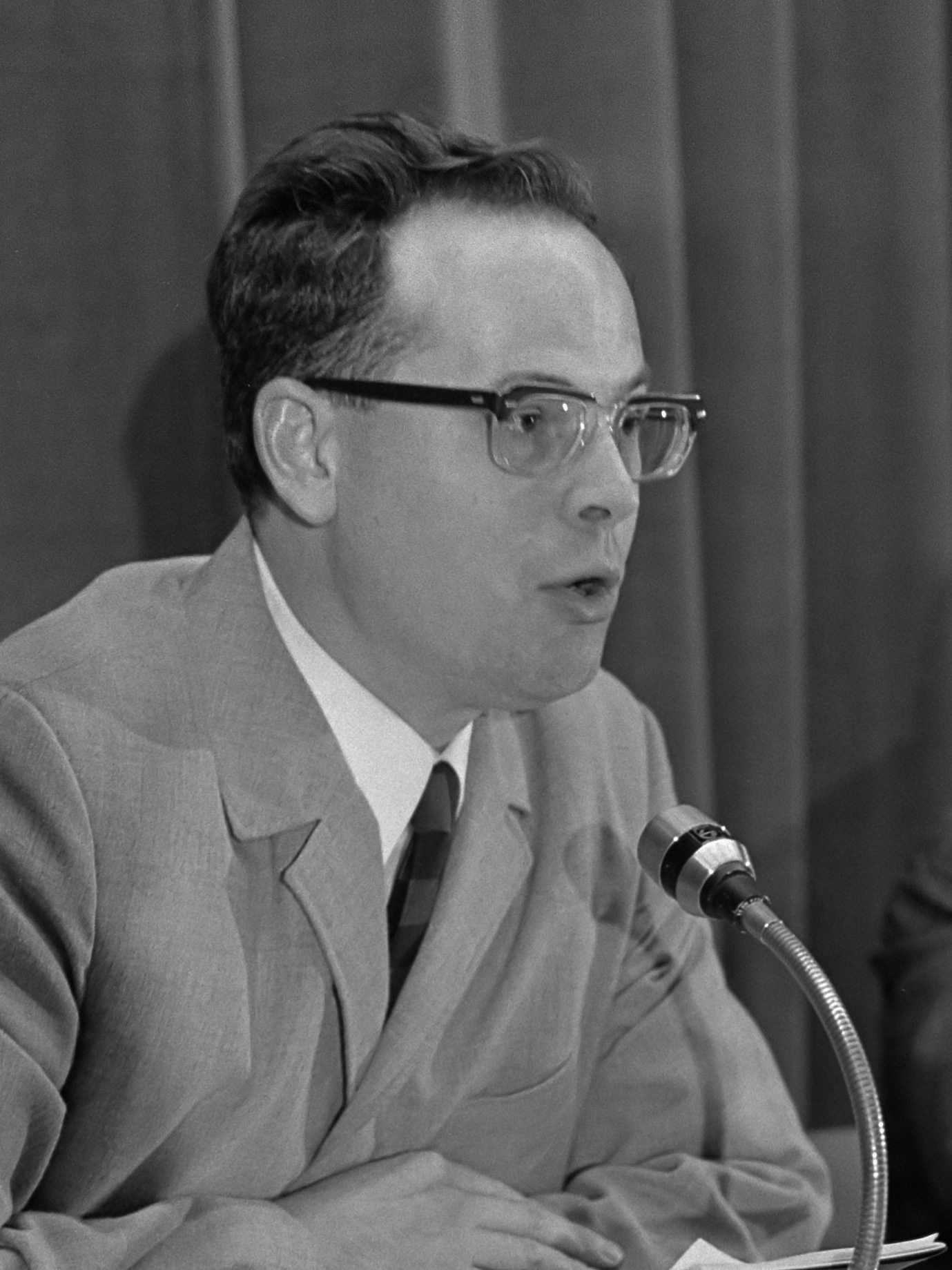
Michael Raske (1970)

Michael Raske (* 26. Mai 1936 in Hannover) ist ein deutscher römisch-katholischer Theologe.

## Leben
Michael Raske studierte von 1955 bis 1961 katholische Theologie und Pädagogik an der Universität Innsbruck und an der Universität Freiburg. 1961 wurde Raske in Freiburg zum Priester geweiht und war danach als Seelsorger tätig und setzte sein Promotionsstudium fort, 1965 wurde er an der Universität Innsbruck promoviert. 1966 bis 1969 war er als Seelsorger und Religionslehrer in Heidelberg tätig. Von 1969 bis 1973 war er wissenschaftlicher Assistent am Katholisch-Ökumenischen Institut der Universität Münster. In dieser Zeit war er einer der Sprecher der Arbeitsgemeinschaft der deutschen Priester-Solidaritätsgruppen, die für eine Reform der katholischen Kirche eintraten. Von 1973 bis 2001 lehrte Raske als Professor für Religionspädagogik an der Universität Frankfurt. Daneben war er seit 1973 an der Friedrich-Dessauer-Haus-Gemeinde, einer reformorientierten Personalgemeinde in Frankfurt als Seelsorger tätig.

## Veröffentlichungen (Auswahl)
- mit Klaus Schäfer: Eine freie Kirche für eine freie Welt, Düsseldorf 1969
- Der totalitäre Gottesstaat. Die Lage der Christen in Portugal, Spanien und im Baskenland. Eine Dokumentation, hg. von Michael Raske, Düsseldorf 1970
- Sakrament, Glaube, Liebe. Gerhard Ebelings Sakramentsverständnis – eine Herausforderung an die katholische Theologie (Koinonia. Beiträge zur ökumenischen Theologie und Praxis 11), Essen 1973
- Kirche kann auch anders sein. Freie Gruppen in der Kirche, Unterrichtsmodelle Fach Religion. Sekundarstufe I, Band 23, München 1976
- mit Gottfried Bitter, Theo Eggers, Gabriele Miller: Zielfelder ru 7/8, Ausgabe A und B. Lehrerkommentar, Teilband 1, München 1980
- mit Gottfried Bitter, Theo Eggers, Gabriele Miller: Zielfelder ru 7/8, Ausgabe A und B. Lehrerkommentar, Teilband 2, München 1981
- mit Thomas Pröpper, Jürgen Werbick (Hg.), Mystik – Herausforderung und Inspiration. Gotthard Fuchs zum 70. Geburtstag, Ostfildern 2008